# گراپا

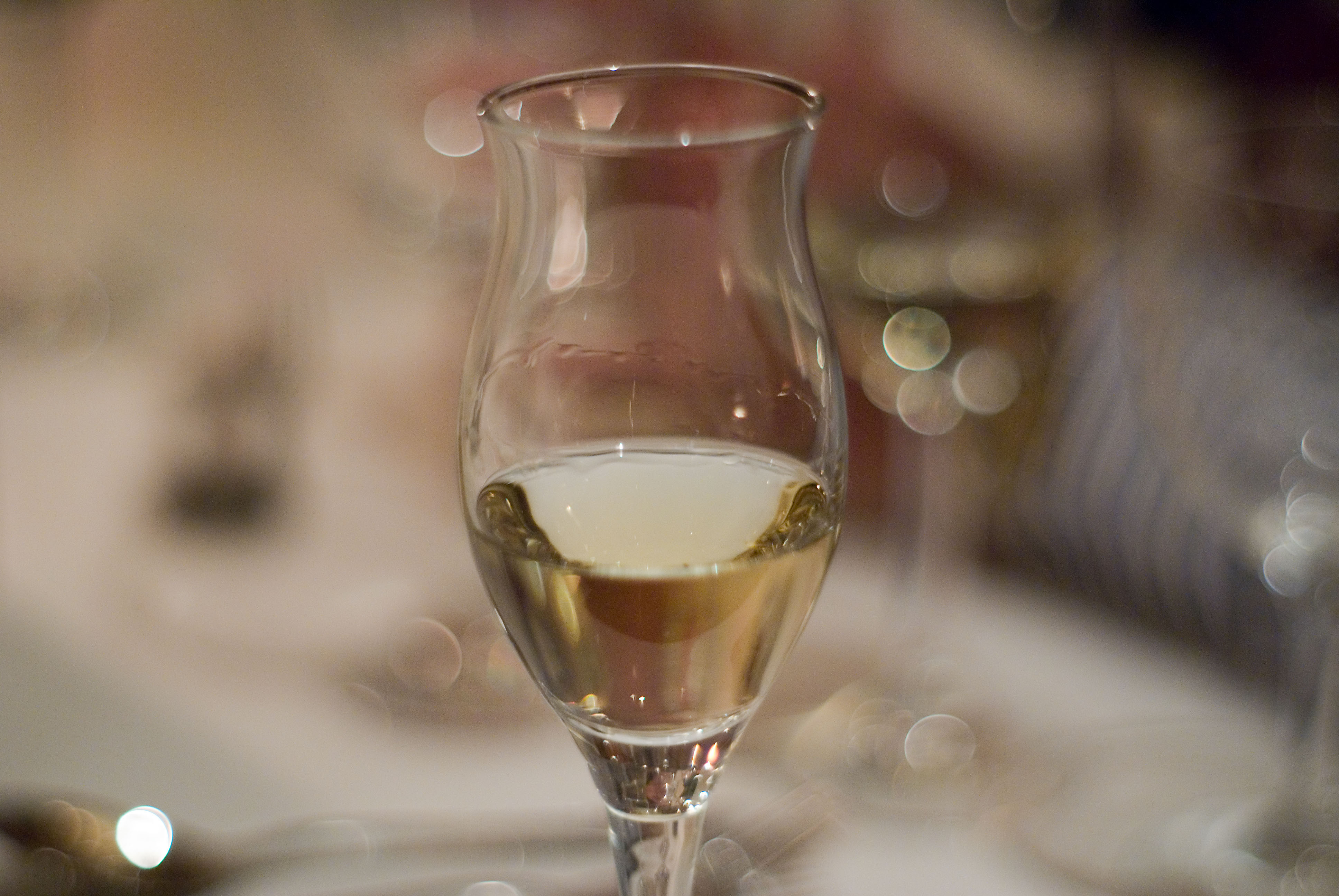
یک لیوان گراپا

گراپا یک نوشیدنی الکلی است، یک نوع برندی معطر که از تفاله یا پومیس انگور ساخته می‌شود. این نوشیدنی اصالتاً ایتالیایی‌ست و میزان الکل آن با خلوص ۷۰ تا ۱۲۰ درجه، ۳۵ تا ۶۰ درصد است. گراپا به‌طور سنتی در شمال ایتالیا تولید می‌شود و در آرژانتین، بلغارستان، گرجستان، اروگوئه و گالیسیا فراوان مصرف می‌شود (البته در این مناطق به نام اسپانیایی‌اش orujo یا aguardiente مشهورتر است).
عطر و طعم گراپا، مانند شراب، به نوع و کیفیت انگور و چگونگی فرایند تقطیر بستگی دارد. برای درست کردن گراپا، پومیس (یعنی پوست، تفاله، هسته و شاخه انگور باقی مانده از شراب‌گیری) را فشار می‌دهند و تقطیر می‌کنند. هدف اصلی این بوده که از اتلاف تفاله شراب جلوگیری شود. نوشیدنی مشابهی هم هست به نام acquavite d'uva، که از تقطیر کل پوراب به دست می‌آید.
نام گراپا در اتحادیه اروپا ثبت شده‌است. گراپا باید این معیارها را داشته باشد:
1. در ایتالیا یا بخش ایتالیایی سوئیس یا سان مارینو تولید شود.
2. از پومیس انگور گرفته شود.
3. تخمیر و تقطیر باید روی خود پومیس انجام شود - نباید آب به آن افزوده شود.

معیار دوم، نوشیدنی‌ای را که از تخمیر مستقیم آب انگور خالص تهیه می‌شود، گراپا نمی‌داند. این روش در تولید برندی کاربرد دارد.
معیار سوم دو نکته مهم دارد. یکی این که تقطیر باید روی مواد جامد انجام شود؛ بنابراین، فرایند تقطیر نه با شعله مستقیم بلکه باید به روش بن ماری یا با بخار انجام شود وگرنه ممکن است پومیس بسوزد. دیگر این که وقتی قسمت‌های چوبی انگور (یعنی ساقه‌ها و هسته‌ها) همراه با آبِ انگور سرشار از شکر تخمیر می‌شوند مقدار بسیار کمی متانول تولید می‌کنند که بسیار سمی‌تر از اتانول است. در تولید گراپا - بر خلاف شراب قرمز - باید متانول را در حین تقطیر با دقت از بین برد. به همین دلیل در ایتالیا قانونی وجود دارد که شراب‌سازان را ملزم می‌کند تفاله خود را به سازندگان گراپا بفروشند. این اقدامی است که علیه تولیدکنندگان غیرمجاز مشروبات الکلی انجام گرفته‌است.
در ایتالیا، گراپا معمولاً بعد از شام سرو می‌شود. خاصیت اصلی آن کمک به هضم غذاهای سنگین است. همچنین ممکن است که گراپا را به قهوه اسپرسو اضافه کنند که به آن کافه کورتو می‌گویند، یعنی قهوه اصلاح‌شده. یک روش دیگر آماتزاکافه است، در لغت یعنی قاتل قهوه: اول اسپرسو می‌نوشند و پشت سرش گراپا -که در لیوانی جداگانه سرو می‌شود. در ونتو پس از نوشیدن یک فنجان اسپرسوی شیرین، چند قطره گراپا را در فنجان تقریباً خالی می‌ریزند، می‌چرخانند و در یک جرعه می‌نوشند. به این روش رزنتن می‌گویند.